# Blestnik
Blestnik je skrilava metamorfna kamnina, ki je nastala iz drobnozrnatih sedimentnih kamnin. 
Skrilavost je posledica usmerjenih pritiskov na kamnino med procesom metamorfoze, poleg sljude pa blestnik vsebuje še kremen in manjše količine glinencev. Prav zaradi svoje sestave, zgrajen je namreč iz vzporednih plasti sljude, se blestnik lepo kolje v tanke plošče.
V Sloveniji je največ blestnika na Pohorju, pa tudi drugod ni preveč redka kamnina.